# Melongena bispinosa
Melongena bispinosa (nomeada, em inglêsː crown conch; com "crown conch", na tradução para o português, significando "concha coroada"; em castelhanoː caracol negro, moloncito ou chivita) é uma espécie de molusco gastrópode marinho costeiro-estuarino, predador ou detritívoro, pertencente à família Melongenidae, na subclasse Caenogastropoda e ordem Neogastropoda. Foi classificada por Rodolfo Amando Philippi em 1844. Habita áreas de variação de salinidade, como lodaçais entre marés e manguezais, ambiente próximo à foz de rios, no oeste do oceano Atlântico; do golfo do México ao mar do Caribe, na península de Iucatã. Em sua região de distribuição geográfica o animal é utilizado para a alimentação humana.

## Descrição da concha
Sua concha é piriforme de, no máximo, 11 centímetros de comprimento, com espiral moderadamente alta e protoconcha pequena e arredondada. Sua característica mais marcante é a presença de uma superfície estriada com uma série de projeções espiniformes, mais ou menos altas, nas extremidades de suas voltas finais; acompanhadas de outra sequência de projeções espiniformes na metade final de sua volta corporal (daí vindo a denominação bispinosa; significando "duplamente espinhosa"). Abertura dotada de lábio externo fino e interior esmaltado, dotada de grande opérculo córneo e oval, em forma de unha e com anéis concêntricos. O canal sifonal é curto e a columela sem pregas. Sua coloração vai do branco ao grisáceo, raramente com faixas pardas de tonalidades pouco intensas. Embora raros, espécimes com espiral sinistrogira podem ser encontrados.

## Habitat e distribuição geográfica
Melongena bispinosa habita a zona entremarés, em águas tropicais do oeste do oceano Atlântico; do golfo do México ao mar do Caribe, na península de Iucatã; em áreas de variação de salinidade, como lodaçais entre marés e manguezais, ambiente próximo à foz de rios.